# Новинки (Гомельская область)
Новинки (бел. Навінкі) — деревня в Чкаловском сельсовете Калинковичского района Гомельской области Белоруссии.

## География
В 42 км на северо-восток от Калинкович, 4 км от железнодорожной станции Василевичи (на линии Гомель — Лунинец), 108 км от Гомеля.
На севере канал Мядзведка (приток реки Ведрич), на юге канал Лужонка (впадает в канал Медведка).

## Транспортная сеть
Транспортные связи по просёлочной, затем автомобильной дороге Гомель — Лунинец. Планировка состоит из длинной, чуть изогнутой улицы, ориентированной с юго-востока на северо-запад, к которой присоединяется на юге короткая улица, близкой к меридиональной ориентации. Жилые дома деревянные, усадебного типа.

## История
Обнаруженное археологами городище раннего железного века (в 3 км на северо-восток от деревни) свидетельствует о заселении этих мест с давних времён. Современная деревня известна по письменным источникам с XIX века как селение в Василевичской волости Речицкого уезда Минской губернии. Под 1825 и 1879 годы обозначена в составе Василевичского церковного прихода. Согласно переписи 1897 года действовала школа грамоты.
С 8 декабря 1926 года до 30 декабря 1927 года центр Новинковского сельсовета Василевичского, с 4 августа 1927 года Речицкого районов Гомельского округов. В 1929 году организован колхоз. Во время Великой Отечественной войны действовала подпольная группа (руководитель А. Ф. Фролов). В боях около деревни погибли 109 советских солдат (похороненный в братских могилах на кладбище и в центре деревни). На фронтах и в партизанской борьбе погибли 146 жителей, память о них в 1963 году в центре деревни установлены скульптура солдата и 2 стелы с именами павших. Согласно переписи 1959 года центр колхоза «Искра», располагались лесопилка, мельница, швейная мастерская, 9-летняя школа, Дом культуры, библиотека, детский сад, фельдшерско-акушерский пункт, отделение связи, столовая, 2 магазина.

## Население
- 1897 год — 83 двора, 560 жителей (согласно переписи).
- 1908 год — 105 дворов 577 жителей.
- 1930 год — 176 дворов, 994 жителя.
- 1959 год — 1214 жителей (согласно переписи).
- 2004 год — 262 хозяйства, 568 жителей.

## Культура
- Обряд «Перанос свечкі» (начало XIX века).

## События и мероприятия
- Обряд «Перенос свечи» (9 июня 2025).

## Достопримечательность
- Братские могилы советских воинов

## Известные уроженцы
- А. А. Белый — Герой Советского Союза
- И. А. Тимошенко — полный кавалер ордена Славы